# Rudolf Lubynski
Rudolf Lubynski (Zagreb, 31. listopada 1873. – Zagreb, 27. ožujka 1935.), bio je jedan od najvećih hrvatskih arhitekata secesije. Njegovo najpoznatije djelo je poznata zgrada Nacionalne i sveučilišne knjižnice na Marulićevu trgu u Zagrebu 1913. godine.

## Životopis
Lubynski je rođen u zagrebačkoj židovskoj obitelji - Lubinski-Lövy, studirao je na Technische Hochschule u Karlsruheu, nakon studija jedno vrijeme radio je u arhitektonskom birou Josefa Durma, sudjelujući u projektima za Offenburg, Köln, Karlsruhe i Freiburg. Sudjelovao je i u razradi projekta za Sveučilišnu knjižnicu u Heidelbergu, što će mu osobito dobro doći kao stečeno iskustvo u poznijem radu u Zagrebu.
Od 1907. radi u vlastitom ateljeu u Zagrebu. Projektirao je brojne stambene kuće u: Nazorovoj, Petrinjskoj, Masarykovoj. Njegovi značajniji projekti su bili; Evangelički centar u Gundulićevoj (1909.), Svećenički dom u Palmotićevoj (1910.), Zgrada osiguravajućeg zavoda u Mihanovićevoj (1928.). Od 1911. – 1913. radi na svom najvećem projektu zgradi Nacionalne i sveučilišne knjižnice na Mažuranićevu trgu u Zagrebu, taj projekt dobio je kao prvoplasirani na javnom natječaju. Taj objekt bio je ono što danas zovemo total dizajn, on je projektirao sve na tom objektu i tako ostvario jedinstvo arhitekture, dekora i opreme. Od 1926. do 1930. radi na židovskoj sinagogi u Sarajevu Veliki Sefardski hram.
U njegovu ateljeu radilo je mnogo arhitekata, koji su poslije izrasli u velika imena zagrebačke moderne arhitekture: Stjepan Planić, Stjepan Gomboš, Juraj Neidhardt i brojni drugi. Njegov posljednji projekt bila je poslovna zgrada u Gajevoj 5, u ovom projektu Lubynski je zaplivao je u vode funkcionalizma, dokazavši da je ostao duhovno mlad. No on će ostati upamćen u povijesti hrvatske arhitekture prije svega kao najveći hrvatski secesijski arhitekt.

## Vanjske poveznice
- O Rudolfu Lubinskom na portalu answers.com (engl.)
- Lubynski, Rudol Hrvatska tehnička enciklopedija, portal hrvatske tehničke baštine. LZMK